# Турски високоскоростен влак
Турският високоскоростен влак (на турски: Yüksek Hızlı Tren (YHT)) е услуга предлагана от турските държавни железници по две линии:
1. Анкара – Истанбул и
2. Анкара – Коня (през Ескишехир).

Турските високоскоростни железници използват два вида електромотриси – HT65000 на испанския производител Construcciones y Auxiliar de Ferrocarriles (CAF) и HT80000 на Siemens.
Турската високоскоростна железница развива скорост до 250 km/h. 